# قاعده سبق
یکی از قواعد مشهور در کلام فقها قاعده‌ی سبق است. و فقها به وسیله‌ی این قاعده در ابواب مختلف فقه استدلال کرده‌اند. ابوابی همچون حیازة المباحات و احکام مسجد و آداب التجارة همچنین در کتاب احیای موات و هرآنچه ملحق به این ابواب است مثل باب‌التحجیر و ابواب دیگر. این قاعده همچون اغلب قواعد فقه از قواعد معروف بین عقلا(مردم عادی) نیز هست و آنها از همین قاعده در امور روزمره استفاده می‌کنند و اسلام نیز با وجود شرایطی آن را امضا نموده است.

## مفاد قاعده
مفاد این قاعده این است که هرکسی نسبت به اشیایی که ملکیت در آنها قرار داده نشده است (مباحات اصلیه) از سایرین پیشی بگیرد یا نسبت به اشیایی که منافع مشترک دارند مثل راه و مکان نشستن در مسجد و اماکن عمومی و.. از دیگران سبقت بگیرد، او نسبت به دیگران در مورد این شیء اجمالاً حقی پیدا می‌کند. و کسی حق ندارد برای او مزاحمت ایجاد کند مگر آنکه خودش از آن چیز دست بردارد یا فاصله‌ای ایجاد شود که حقش را زایل می‌کند. 